# Coprolite
Coprolite (còn được gọi là coprolith) là phân hóa thạch. Các coprolite được phân loại là hóa thạch dấu vết trái ngược với hóa thạch cơ thể, vì chúng đưa ra bằng chứng cho hành vi của động vật (trong trường hợp này là chế độ ăn uống) thay vì hình thái. Tên này bắt nguồn từ các từ tiếng Hy Lạp κόρ (kopros, có nghĩa là "phân") và λίθ λίθ (lithos, có nghĩa là "đá"). Chúng được William Buckland mô tả lần đầu tiên vào năm 1829. Trước đó, chúng được gọi là "nón linh sam hóa thạch" và "đá bezoar". Chúng phục vụ một mục đích có giá trị trong cổ sinh vật học vì chúng cung cấp bằng chứng trực tiếp về sự săn mồi và chế độ ăn uống của các sinh vật đã tuyệt chủng. Coprolite có thể có kích thước từ vài mm đến hơn 60 cm.
Coprolite, khác biệt với chất nhầy, là phân động vật hóa thạch. Giống như các hóa thạch khác, coprolite đã có phần lớn thành phần ban đầu của chúng được thay thế bằng các khoáng chất như silicat và calci cacbonat. Mặt khác, phân cổ giữ lại phần lớn thành phần hữu cơ ban đầu của chúng và có thể được tái lập để xác định tính chất hóa học ban đầu của chúng, mặc dù trong thực tế thuật ngữ coprolite cũng được sử dụng cho vật liệu phân người cổ đại trong bối cảnh khảo cổ học.